# Yeri (sångare)
Kim Ye-rim (hangul: 김예림), mer känd under artistnamnet Yeri (hangul: 예리), född 5 mars 1999 i Seoul, är en sydkoreansk sångerska och skådespelerska.
Hon har varit medlem i den sydkoreanska tjejgruppen Red Velvet sedan hon gick med gruppen 2015.

## Diskografi

### Album
| Datum       | Albumtitel       | Topplacering          |
| Datum       | Albumtitel       | Sydkorea (Gaon Chart) |
| ----------- | ---------------- | --------------------- |
| 18 mar 2015 | Ice Cream Cake   | 1                     |
| 9 sep 2015  | The Red          | 1                     |
| 17 mar 2016 | The Velvet       | 1                     |
| 7 sep 2016  | Russian Roulette | 1                     |
| 1 feb 2017  | Rookie           | 1                     |